# Service du travail obligatoire

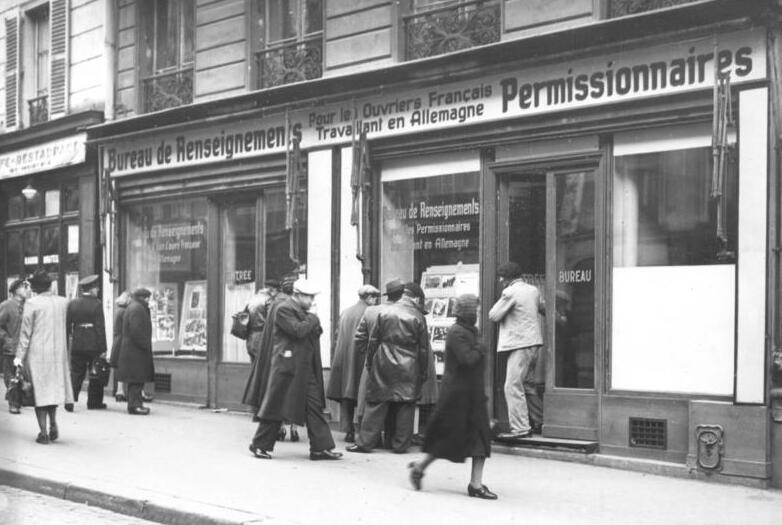
STO-Büro in Paris, Februar 1943

Der Service du travail obligatoire (STO, „Pflichtarbeitsdienst“) war im Zweiten Weltkrieg eine Organisation zur Zwangsrekrutierung junger Franzosen durch das Vichy-Regime zum Einsatz in der deutschen Kriegswirtschaft. Bis zum Kriegsende betroffen waren Personen mit den Jahrgängen 1920 bis 1922.

## Geschichte
Der STO wurde mit einem Gesetz vom 16. Februar 1943 gegründet, nachdem die Vorgängerorganisation Relève (frz. für Ablösungsmannschaft, Nachwuchs) aus dem Jahre 1942, die ebenfalls auf Gesetzen des Vichy-Regimes beruhte, fehlgeschlagen war, da sich auf Fritz Sauckels ursprüngliche Aufforderung nur 50.000 Arbeiter gemeldet hatten.
Im Gegenzug gegen allein im Jahr 1942 angeforderte 150.000 französische Facharbeiter sollten dafür 50.000 französische Kriegsgefangene in ihre Heimat entlassen werden. Diese scheinbar humanitäre Geste wurde sowohl durch die schlechten Arbeits- bzw. Ernährungsbedingungen (Ausnahme: Landwirtschaft), als auch durch die lang dauernde Entwurzelung von der Heimat als Zwangsmaßnahme demaskiert. Sie diente der deutschen Kriegsmaschinerie, denn tatsächlich wurden von deutscher Seite keinerlei Versprechen eingehalten, stattdessen weitere Arbeiter und Fachkräfte gefordert. Die Relève in ihrer „freiwilligen“ Form erwies sich als Fehlschlag.
Um die deutschen Forderungen unter dem Generalbevollmächtigten für den Arbeitseinsatz, Fritz Sauckel, nach immer mehr Arbeitern zu erfüllen, sah sich die Vichy-Regierung gezwungen, Erfassungsgesetze zu erlassen, die eine zweijährige Arbeitspflicht für die geburtenstarken Jahrgänge 1920 bis 1922 vorschrieben. Damit konnten die ersten beiden Rekrutierungsanforderungen erfolgreich erfüllt werden.
Die vier Sauckel-Aktionen in Frankreich ergaben:
| Aktion | Deutsche Forderung                        | Zeitraum               | Französische Maßnahme                               | Ergebnis                           |
| ------ | ----------------------------------------- | ---------------------- | --------------------------------------------------- | ---------------------------------- |
| 1      | 250.000 Männer davon 150.000 Facharbeiter | Juni bis Dezember 1942 | Relève (22. Juni); 1. Zwangsmaßnahme (4. September) | ca. 250.000 (135.000 Facharbeiter) |
| 2      | 250.000 Männer davon 150.000 Facharbeiter | Januar bis April 1943  | S.T.O.-Gesetz (16. Februar)                         | ca. 250.259 (157.020 Facharbeiter) |
| 3      | 240.000                                   | Mai bis Oktober 1943   | Verschärfung S.T.O.-Gesetz                          | ca. 105.610 (25.640 Facharbeiter)  |
| 4      | 1.000.000 reduziert auf 885.000           | Januar bis Juni 1944   | strengere Auskämmungsgremien                        | 36.000 bis 50.000                  |
|        | 1.625.000                                 |                        |                                                     | 631.869 bis 645.869                |

So waren Tausende z. B. bei der Reichsbahn beschäftigt, eines der bevorzugten Ziele der taktischen alliierten Bombenangriffe. Meist in Baracken in der Nähe von Instandsetzungswerken oder Eisenbahnknotenpunkten untergebracht, fielen auch zahlreiche französische Arbeiter, wenn für sie kein Platz in den Luftschutzbunkern war, den Bomben zum Opfer.
Für viele junge Franzosen bedeutete der STO, sich zwischen der Zwangsarbeit im Deutschen Reich und dem Abtauchen in den französischen Untergrund, bis hin zur Beteiligung an den bewaffneten Kämpfen im Maquis, entscheiden zu müssen. Die immer häufigere Entscheidung für letzteres bedeutete eine erhebliche personelle Verstärkung der Maquisards.
Französische Zwangsarbeiter beteiligten sich (wie die anderer Nationen) auch am aktiven Widerstand gegen den Nationalsozialismus in Deutschland, z. B. in Berlin mit dem Netz Europäische Union. Von den rund 500 STO-Zwangsarbeitern der deutschen Waffenwerke im slowakischen Dubnica nad Váhom beteiligten sich viele 1944 am Slowakischen Nationalaufstand.
Sonderbevollmächtigter für den Arbeitseinsatz in Frankreich und damit Leiter des STO war Julius Ritter, der September 1943 bei einem Attentat getötet wurde. Zu seinem Nachfolger wurde Alfons Glatzel ernannt.

## Gedenken und Wiedergutmachung
Die Zwangsarbeiter des Service du travail obligatoire gründeten nach der Befreiung Frankreichs einen Verband und wurden als Kriegsopfer anerkannt. Ihnen wurden aber nicht gleiche Rechte zugesprochen wie den Deportierten, die in die Konzentrations- und Vernichtungslager transportiert wurden. Auf dem Pariser Friedhof Père-Lachaise erinnert ein Denkmal an die STO-Zwangsarbeiter.